# M4 (amas globulaire)
Pour les articles homonymes, voir M4.
M4 (ou NGC 6121) est un amas globulaire situé dans la constellation du Scorpion à environ 7 200 a.l. (2,2 kpc) du Soleil et à 19 000 a.l. (5,9 kpc) du centre de la Voie lactée. À cette distance, c'est l'amas globulaire le plus rapproché du système solaire. Il a été découvert par l'astronome suisse Jean Philippe Loys de Cheseaux en 1746.  
La vitesse radiale héliocentrique de cet amas est égale à (70,4 ± 0,3) km/s. 

## Observation

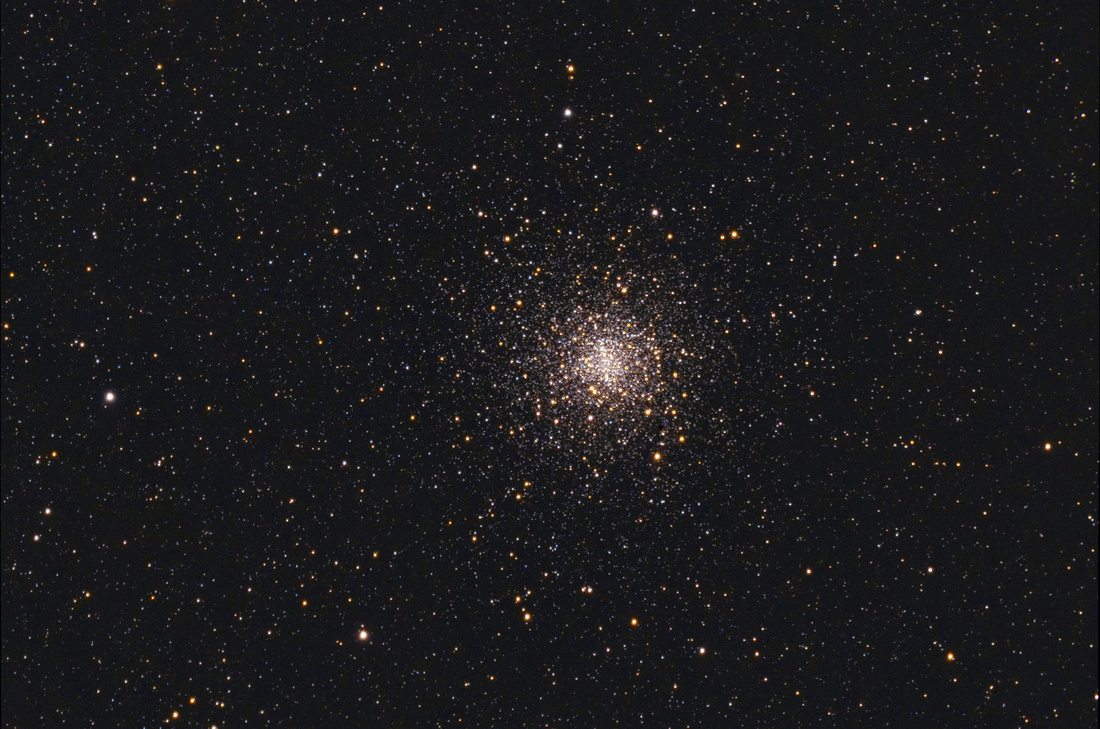
Image d'un observateur amateur

L'amas est visible avec des jumelles ou une lunette sous la forme d'une tache floue. Un télescope de 10 cm de diamètre permet d'y résoudre de nombreuses étoiles. Dans les latitudes nord, la faible élévation du Scorpion rend son observation plus difficile.

## Caractéristiques
Selon Forbes et Bridges, sa métallicité est estimée à −1,05 [Fe/H] et son âge d'environ 12,54 milliards d'années.
Selon une étude publiée en 2011 par J. Boyles et ses collègues, la métallicité de l'amas globulaire NGC 6121 est égale à -1,16 et sa masse est égale à 195 000 {\displaystyle M_{\odot }}. Dans cette même étude, la distance de l'amas est aussi estimée à environ 2,2 kpc (∼7 180 al).
Une autre étude publiée en 2008 indique que la métallicité de M4 est égale à -1,07 ± 0,01. On peut donc raisonnablement conclure que la métallicité de M4 est comprise entre -1,16 et -1,05.
La métallicité d'un objet céleste est le logarithme du rapport de sa concentration en fer sur celle du Soleil. Une métallicité de -1,16 à -1,05 signifie que la concentration en fer de M4 est comprise entre 6,9 % et 8,9 % de celle du Soleil. Après le Big Bang, l'Univers étant surtout composé que d'hydrogène et d'hélium, la métallicité était pratiquement nulle. L'univers s'est progressivement enrichi en métaux (éléments plus lourds que l'hélium) grâce à la synthèse de ceux-ci dans le cœur des étoiles. La métallicité des amas du halo de la Voie lactée varie d'un centième à un dixième de la métallicité solaire, ce qui signifie que ces amas se décomposent de deux sous-groupes, les relativement jeunes et les vieux . Selon sa métallicité, M4 serait donc un amas relativement jeune.

## Une très vieille planète
Au mois de juillet 2003, le télescope spatial Hubble a permis aux astronomes de faire une étonnante découverte dans M4, une exoplanète appelé PSR B1620-26 b dont la masse est estimée à 2,5 fois celle de Jupiter. Son âge est estimée à 13 milliards d'années, presque trois fois l’âge du système solaire. Et tout aussi étonnant, cette planète est en orbite autour d'une naine blanche et d'un pulsar.

## Possibilité de trou noir caché
Après avoir observé cet amas pendant 12 ans, une équipe de la NASA a fait employer, à nouveau, le télescope spatial Hubble sur M4.
En 2023, un objet invisible dans l'amas a été estimé à 800 {\displaystyle M_{\odot }}, à la suite des observations des mouvements inhabituels des étoiles. Toute l'étude suggère qu'il s'agirait d'un trou noir de taille intermédiaire, car celui-ci est si compact qu'aucune autre hypothèse ne peut supporter la nature de cet objet. Selon la NASA, comme aucun trou noir dans l'amas globulaire n'est connu jusqu'ici, encore faut-il l'avancement de l'étude pour conclure.

## Galerie

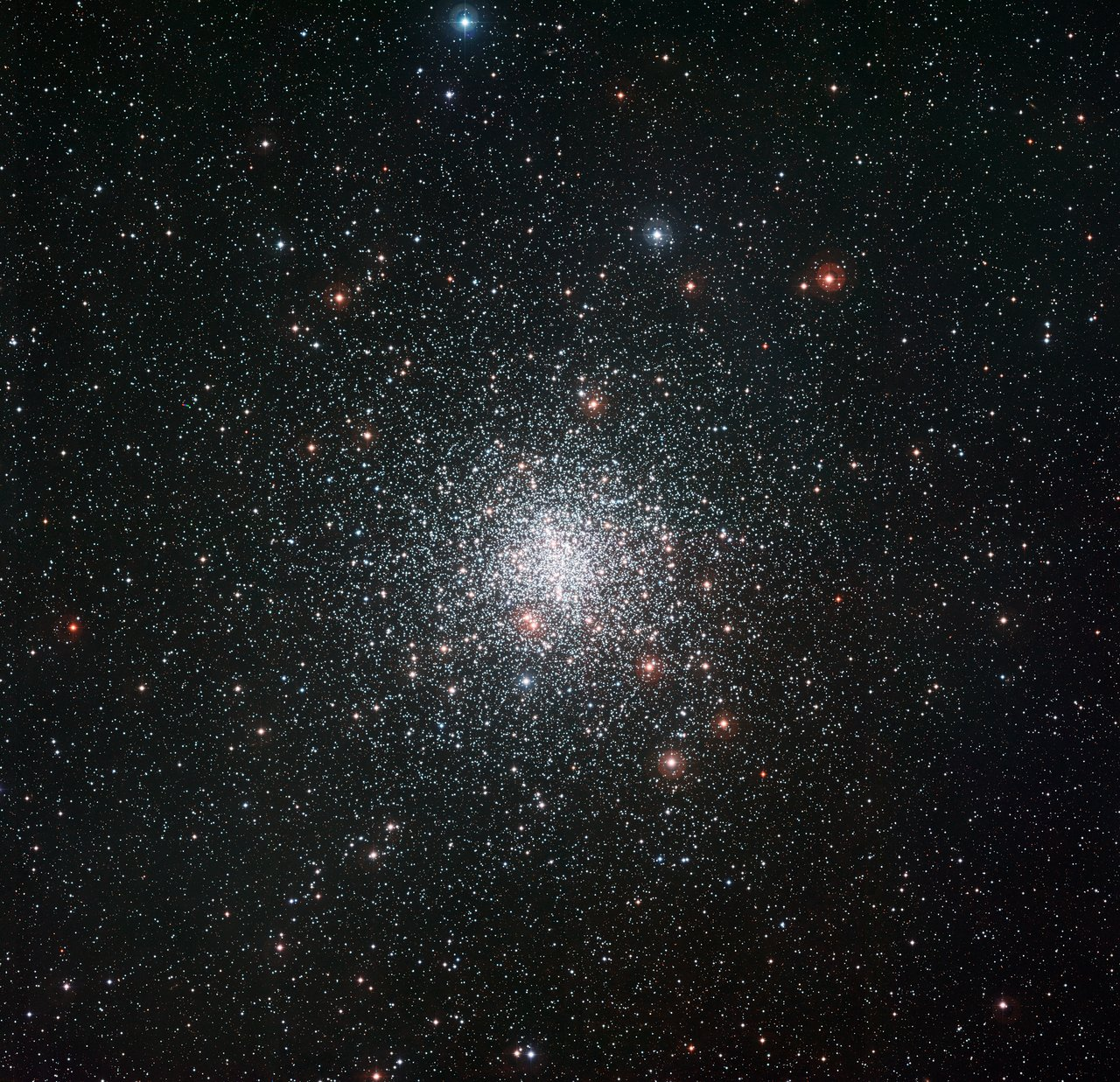
L'amas globulaire M4 photographié par télescope de 2,2 mètres MPG-ESO de l'Observatoire de La Silla.
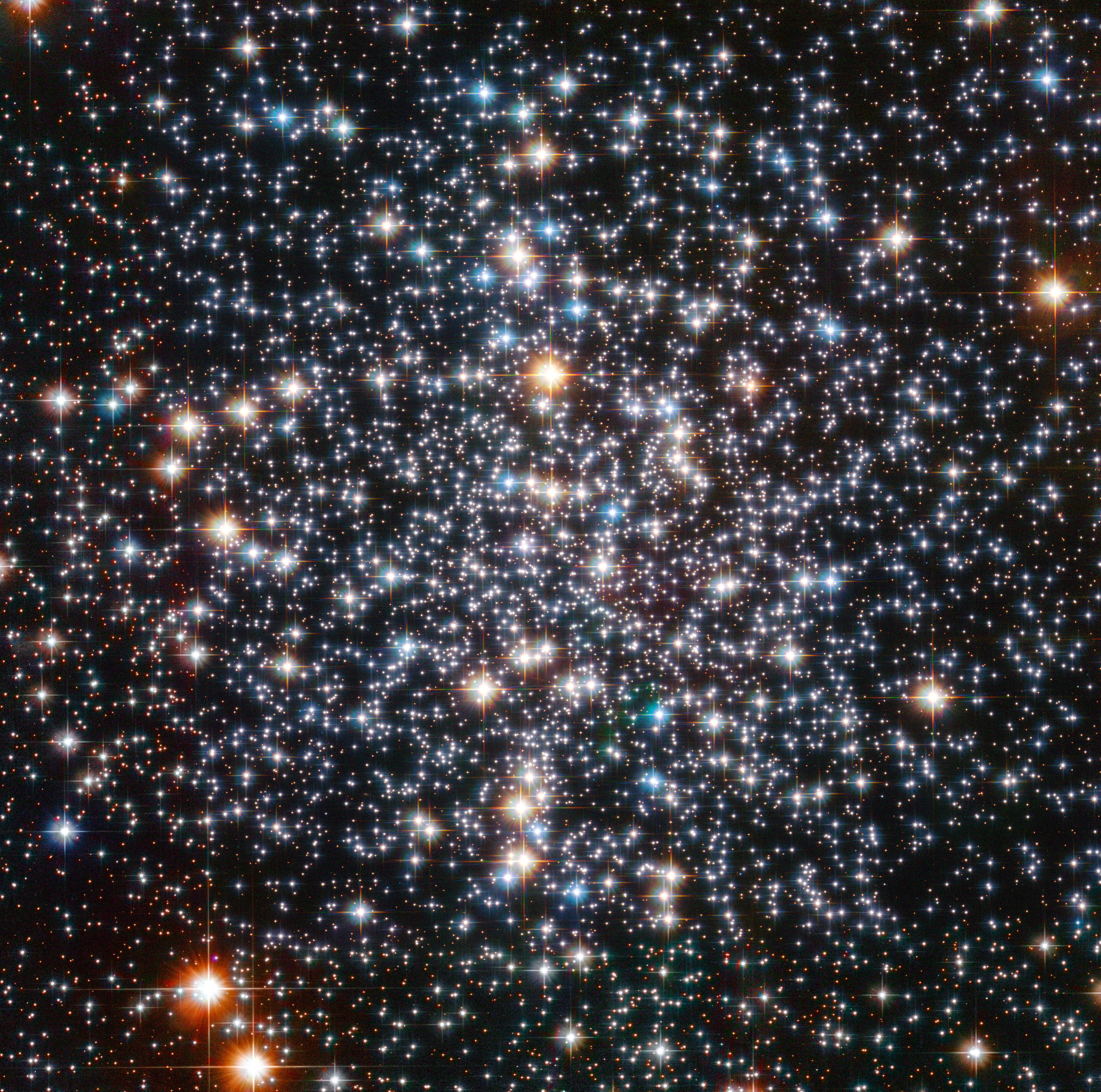
M4 par le télescope spatial Hubble.
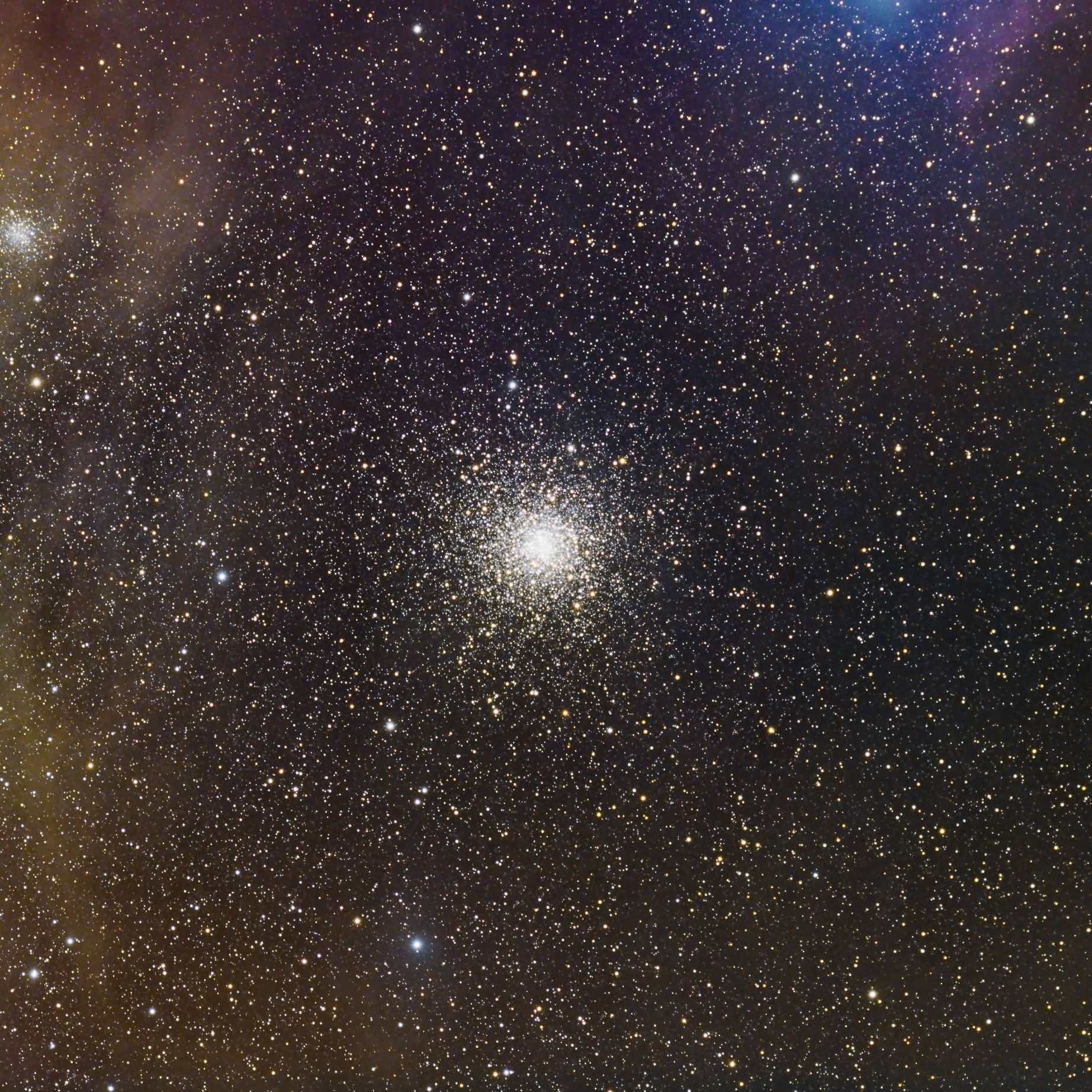
Photo réalisée par un astronome amateur. La lueur bleue dans le coin supérieur gauche est l'amas globulaire NGC 6144.
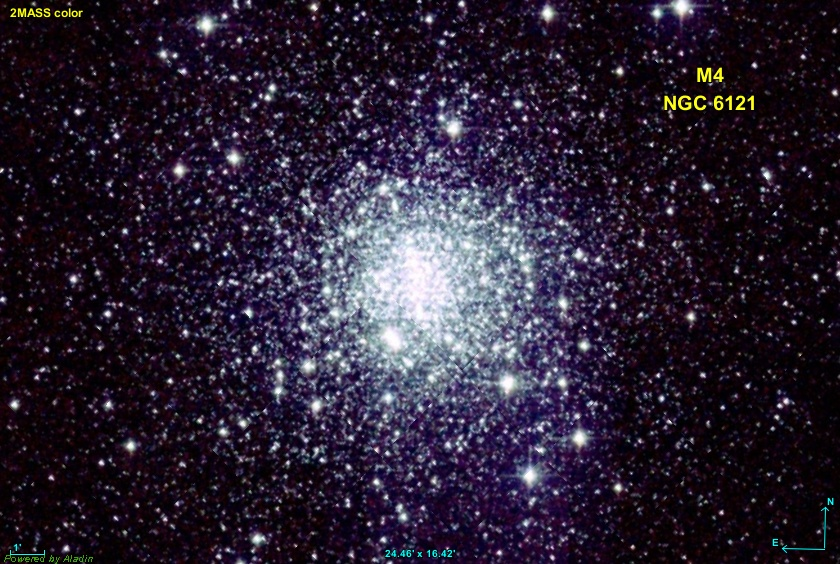
M4 en infrarouge par le relevé Two-Micron All-Sky Survey (2MASS).
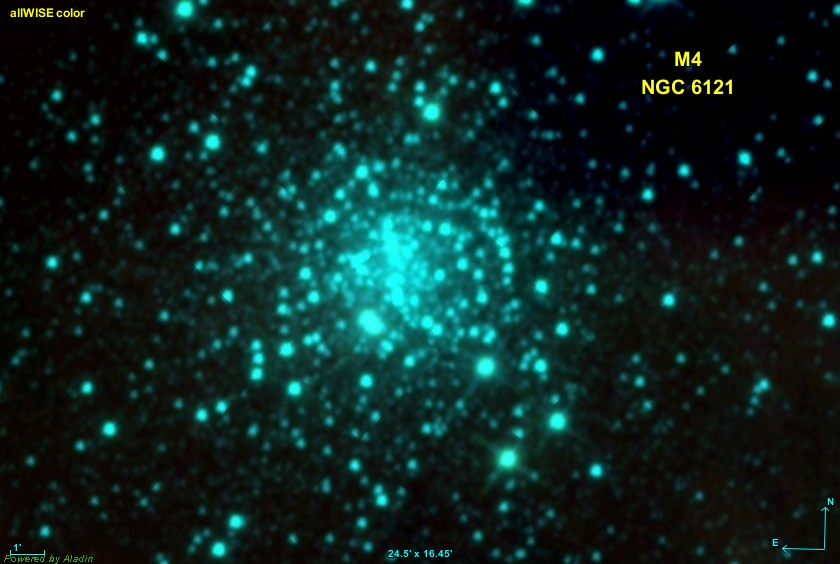
Autre image de M4 en infrarouge par le satellite Wide-field Infrared Survey Explorer (WISE).